# Fracció molar
La fracció molar és una unitat química per a expressar la concentració de solut en una dissolució. Ens expressa la proporció que es troben els mols de solut pel que fa als mols totals de dissolució, que es calculen sumant els mols de solut(s) i de dissolvent. Per a calcular la fracció molar, {\displaystyle x_{i}}, d'un component {\displaystyle i}, s'empra la següent expressió (s'empra {\displaystyle y_{i}} per a simbolitzar les fraccions molars en mescles gasoses):
On:
- {\displaystyle n_{i}} és el nombre de mols del solut
- {\displaystyle \sum n_{i}} el nombre total de mols en tota la dissolució (tant de soluts com de dissolvent)

En una mescla amb N components es compleix que la suma de les fraccions molars de tots els components val 1: